# Trapezonotus ullrichi
Trapezonotus ullrichi ist eine Wanze aus der Familie der Rhyparochromidae.

## Merkmale
Die Wanzen werden 5,4 bis 6,1 Millimeter lang. Im Gegensatz zu vielen der anderen Arten der Gattung Trapezonotus ist diese Art leicht zu bestimmen. Sie ist deutlich größer als die übrigen Arten und das zweite und dritte Glied ihrer Fühler sind ausgedehnt blass. Außerdem ist das erste Glied der Tarsen der Hinterbeine viel länger als das zweite und dritte zusammen.

## Verbreitung und Lebensraum
Die mediterrane Art ist vom Süden West- und Mitteleuropas und Südeuropa über den Kaukasus bis in die Kaspische Region verbreitet. In Deutschland tritt sie nur in der südlichen Hälfte auf. In Österreich ist sie nur im Osten lokal und durch alte Funde nachgewiesen. Die Art ist selten. Sie besiedelt trockene und temperaturbegünstigte Lebensräume. Man findet sie häufig in der Laubstreu an sonnigen Waldrändern, an sandigen, wie kalkigen Böden, aber auch auf offenem Grasland ohne Gehölzbewuchs.

## Lebensweise
Über die Lebensweise der Art ist wenig bekannt. Vermutlich verläuft der Lebenszyklus ähnlich wie bei Trapezonotus dispar.

## Belege